# Dominika Peczynski
Dominika Peczynski (Warschau, 20 september 1970) is een Zweedse zangeres, model en televisiepresentatrice.
Peczynski werd geboren in Warschau als kind van Pools-Russische en Joodse ouders. Toen ze 7 was, verhuisde ze met haar ouders naar Stockholm. Ze liep er school (samen met Jean-Pierre Barda) en begon als model te werken. Hier leerde ze Michaela Dornonville De la Cour en Camilla Henemark kennen. Zo werd ze ook geïntroduceerd aan Alexander Bard, met wie ze een kortstondige relatie had. Alexander was toen al erg succesvol (samen met Henemark en Barda) met zijn band Army of Lovers, en in 1992 werd ze een volwaardig lid van de band. Ze maakte haar debuut in de groep met de single Hasta Mañana, een ABBA-cover.
Toen Army of Lovers splitte in 1996 begon ze te werken als televisiepresentatrice voor enkele Zweedse shows (zo presenteerde ze de lokale versie van Temptation Island) en een programma op Animal Planet genaamd "Dominika's Planet", dat werd uitgezonden in Groot-Brittannië.
In 2005 blies ze haar muzikale carrière weer nieuw leven in met de band "Nouveau Riche", samen met Ulrich Bermsjö. Na twee singles verliet ze echter de band opnieuw.
De laatste jaren trekt Dominika op met mede ex-Army of Lovers-lid Camilla Henemark en Miss Inga. Zij vormen de groep "Happy Hoes", een naam die door de fans gekozen werd. Hun eerste single was getiteld "Don't Try To Steal My Limelight". De groep bestaat anno 2013 niet meer, mede dankzij een ruzie tussen Camilla en Dominika.
Toen Army of Lovers weer werd samengebracht voor het Melodifestivalen in 2013, was Camillas inbreng in maar van korte duur: vlak na hun deelname (met een desastreuze 6e plaats in de voorronde), werd Camilla weer uit de band gegooid en kwam Dominika terug in de plaats.
- International Standard Name Identifier: 0000 0001 3231 3683
- Nationale Bibliotheek van Polen: a0000002292567
- LIBRIS: 388514
- Virtual International Authority File: 301042292